# ولتسی
ولتسی (به لاتین: Veltsi) یک روستا در استونی است که در دهستان راکوره واقع شده‌است.